# Vitale levensstromen
De vitale levensstromen maken deel uit van de hindoeïstische filosofie en yoga. Van deze stromen wordt geloofd dat ze worden opgewekt door het lichaam en alle biologische processen beheersen.
In samengestelde zin wordt voor al deze stromen de generieke term Prana gebruikt, die gerelateerd is aan Vayu, de God van de Wind. In functionele zin wordt prana ook afzonderlijk gebruikt naast de andere vier stromen:
1. Prana zou verantwoordelijk zijn voor de hartslag en ademhaling. Het zou het lichaam binnenkomen door de ademhaling en via het bloedvatenstelsel vervoerd worden naar alle lichaamscellen.
2. Apana zou de afscheiding van afvalstoffen in het lichaam verzorgen via de stofwisseling.
3. Udana zou de geluiden door de stembanden heen produceren, zoals bij het spreken, zingen, lachen en huilen. Het staat ook voor de bewuste energie die ervoor nodig is.
4. Samana zou verantwoordelijk zijn voor de spijsvertering van voedsel, aanmaak en herstel van lichaamscellen en groei van de mens. Aura's zouden de projecties zijn van deze stroom.
5. Vyana zou het lichaam in staat stellen zich uit te zetten en in te krimpen, zoals dat bijvoorbeeld bij spierbewegingen het geval is.[1]

Deze levensstromen zouden met elkaar in contact staan via de verschillende chakra's die op hun beurt weer met elkaar verbonden zijn via een stelsel van energiekanalen, nadi's genoemd. De energie zou naar de verschillende delen van het lichaam kunnen worden gestuurd of weer in goede bewegingen gebracht kunnen worden, waardoor de vitaliteit van een yogabeoefenaar vergroot worden. Technieken die hiervoor gebruikt worden zijn met het richten van de aandacht, het inzetten van de ademhalingstechnieken uit de pranayama en doen van meditatie.